# 신태환
신태환(申泰煥, 1912년 1월 7일~1993년 12월 30일)은 대한민국의 경제학자이다. 제8대 서울대학교 총장을 지냈다. 아호는 안당(安堂), 본관은 평산이다.
인천에서 태어났다. 1939년 도쿄 상과대학 본과를 졸업했다. 1939년 연희전문학교 상과 교수, 동국대학 교수를 거쳐 1951년 서울대 법대 경제학과 교수로 부임했다. 1952년 11월 부산에서 한국경제학회를 창립했다. 1964년에는 서울대 총장을 지냈다. 1961년 부흥부 장관, 초대 국토통일원 장관을 지냈다.